# ترانگ هوآ
ترانگ هوآ (به لاتین: Trung Hoá) یک منطقهٔ مسکونی در ویتنام است که در استان کوانگ‌بن واقع شده‌است.